# 천 에이커
《천 에이커》(영어: A Thousand Acres)는 미국에서 제작된 조슬린 무어하우스 감독의 1997년 드라마 영화이다. 윌리엄 셰익스피어의 희곡 〈리어왕〉을 현대적 시각에서 재해석해 다시 쓴 제인 스마일리의 1991년 동명 소설 〈천 에이커의 땅에서〉가 원작이다. 미셸 파이퍼, 제시카 랭, 제니퍼 제이슨 리, 제이슨 로바즈 등이 출연하였고, 마크 에이브러햄 등이 제작에 참여하였다.
제시카 랭은 이 영화를 통해 1998년 제55회 골든 글로브상 드라마 영화 부문 여우 주연상 후보에 올랐다.

## 출연진
- 미셸 파이퍼
- 제시카 랭
- 제이슨 로바즈
- 제니퍼 제이슨 리
- 콜린 퍼스
- 키스 캐러딘
- 케빈 앤더슨
- 팻 힝글
- 존 캐럴 린치
- 앤 피토니액
- 미셸 윌리엄스
- 엘리자베스 모스
- 케네스 타이거
- 레이 베이커
- 베스 그랜트

## 기타 제작진
- 공동 제작: 다이애나 퍼코니
- 배역: 낸시 클로퍼
- 미술: 댄 데이비스
- 의상: 루스 마이어스